# Читтагонг (область)
Читтагонг (бенг. চট্টগ্রাম বিভাগ) — одна из восьми областей Бангладеш. Она расположена в юго-восточной части страны и является крупнейшей по площади областью Бангладеш. Граничит на западе с областями Барисал и Дакка, на севере — с Силхетом, а на востоке — с Индией и Мьянмой.

## Характеристика
Площадь — 33 908,55 км².
Административный центр — город Читтагонг.
Население — 28 423 019 человек (2011).
Грамотность — 32,08 %.

## Экономика
В Читтагонге сильно развит аграрный сектор. Произрастают: рис, хлопок, арахис, картофель, чай, горчица, имбирь. Также область обеспечивает страну солидным количеством фруктов: манго, ананас, кокос, банан, папайя, арбуз и лимон. Сельское хозяйство составляет 57 % дохода области. Другим важным источником доходов Читтагонга является производство плотин гидроэлектростанций. Эти плотины снабжают электроэнергией почти всю страну. Быстрое течение реки Карнапхули используется для работы гидроэлектростанции. Однако, находясь на низменности, дамбы не обеспечивают достаточной электроэнергией весь Бангладеш.

## Округа
- Бандарбан
- Брахманбария
- Комилла
- Кокс-Базар
- Кхаграчари
- Лакшмипур
- Ноакхали
- Рангамати
- Фени
- Чандпур
- Читтагонг